# Cantó d'Oliulas
El cantó d'Oliulas és un cantó francès del departament de la Var, situat al districte de Toló. Té 4 municipis i el cap és Oliulas.

## Municipis
- Bandòu
- Evenós
- Oliulas
- Sant Nari

## Història
| Data d'elecció                           | Identitat          | Partit             | Qualitat |
| ---------------------------------------- | ------------------ | ------------------ | -------- |
| 1967-1973                                | M. Poulin          | PS                 |          |
| 1973-1979                                | Jean Brunel        | UDF                |          |
| 1979-1985                                | Guy Durbec         | PS                 |          |
| 1985-                                    | Ferdinand Bernhard | UDF, després MoDem |          |
| les dades anteriors no són pas conegudes |                    |                    |          |
|                                          |                    |                    |          |

| 1962   | 1968   | 1975   | 1982   | 1990   | 1999   | 2006   |
| ------ | ------ | ------ | ------ | ------ | ------ | ------ |
| 18.987 | 22.389 | 25.934 | 28.507 | 34.123 | 39.003 | 41.189 |